# Jess McMahon
Roderick James "Jess" McMahon ,Sr., né le 26 mai 1882 dans le Queens (New York), décédé le 21 novembre 1954 à Wilkes-Barre (Pennsylvanie) est le fondateur de la société de catch Capitol Wrestling Corporation, plus tard connue sous le nom de World Wide Wrestling Federation, World Wrestling Federation et depuis 2002 World Wrestling Entertainment. Il était également un promoteur de boxe.
Il est également le patriarche de la famille de promoteurs de catch McMahon (père de Vincent James " Vince" McMahon ,Sr., grand-père de Vincent James " Vince" McMahon ,Jr., arrière grand-père de Shane McMahon et Stephanie McMahon-Levesque, etc.). Roderick James "Jess" McMahon ,Sr. était le fils de Roderick McMahon (1844 - 1922) et Elizabeth McMahon (1846 - 1936) .

## Sources et références
- (en) « McMahons have choke hold on wrestling business », sur Orlando Sentinel, 27 mars 2008 (consulté le 1er décembre 2009)